# Lampada Snoopy
Snoopy è una lampada da tavolo a luce diretta con riflettore in metallo verniciato e base in marmo bianco, progettata dai designer italiani Pier Giacomo Castiglioni e Achille Castiglioni nel 1967 per l'azienda italiana FLOS.

## Descrizione

### Idea di progetto
Snoopy fa parte del progetto "Espressività, forma & funzione": nella progettazione di oggetti e nella determinazione del componente principale di progettazione può anche emergere come dato prioritario che l'aspetto più evidente sia di carattere espressivo-formale, pur mantenendo gli altri elementi funzionali e tecnico-costruttivi, che in questo caso devono concorrere all'accentuazione formale.
L’idea di base della lampada è quella di creare un oggetto ironico e divertente da poter adattare a moltissime situazioni, ambienti e funzioni. Snoopy riassume nel progetto uno studio sulla luce che consente di mandare un flusso luminoso più accentuato verso la zona di utilizzazione con la possibilità di variarne l'intensità.

### Etimologia
Per restare in linea con l'idea di progetto, i fratelli Castiglioni hanno pensato a un modello divertente, allegro e simpatico, che ricorda, per colore e forma, il personaggio di Snoopy, creato dal fumettista Charles M. Schulz.

### Dimensioni
Ha un'altezza totale di 36,9 cm, una larghezza e profondità di 39,4 cm; il suo peso è di 7 kg.
| profondità     | 39,4 cm |
| altezza totale | 36,9 cm |
| larghezza      | 39,4 cm |

## Modelli
La lampada è prodotta ancora oggi e proposta in 2 varianti, lucida e opaca. Identificate rispettivamente dal nome "Snoppy" e "Snoopy 50th Limited Edition".

## Tecnologia e materiali
Si tratta di un apparecchio illuminante a luce diretta composto da una base cilindrica di marmo bianco venato obliqua 
rispetto al piano sulla quale è fissato, su cui è bloccato, mediante il portalampada, un disco in cristallo trasparente di notevole spessore che sorregge senza ulteriori fissaggi un riflettore leggero in alluminio verniciato e forato nella parte superiore per favorire il raffreddamento. 
La perpendicolarità e asimmetricità del bordo inferiore della calotta del riflettore e del cristallo di appoggio sulla base inclinata spostano in avanti il flusso luminoso, prodotto da una lampada ad incandescenza, verso la zona di lavoro. L'interruttore e il varialuce - regolatore elettronico per l'intensità della luce di minimo ingombro, all'epoca una innovazione, rispetto ai tradizionali variatori a reostato - sono formati da una piccola manopola rotante, alloggiata nella base di marmo, così come le parti elettriche, completamente isolate dal riflettore mediante il cristallo superiore.
Essa presenta caratteristiche di costruzione assai particolari, come l'eliminazione delle strutture di fissaggio della calotta di riflessione mediante un piano di cristallo.
La lampada, apparentemente un volume non equilibrato, è in realtà molto stabile, per la corretta distribuzione del peso della base marmorea, compensato dalla spessa lastra in cristallo.

## Storia
La lampada Snoopy è un prodotto progettato da Achille e Pier Giacomo Castiglioni nel 1967.
Snoopy fa parte del progetto "Espressività, forma & funzione", infatti per la sua realizzazione Achille e Pier Giacomo Castiglioni si erano ispirati al carattere dolce di Charles M. Schulz
Per festeggiare il cinquantesimo compleanno di Snoopy, una delle lampade da tavolo più ironiche della storia del design, nata nel 1967 dal genio dei fratelli Castiglioni, Flos realizza una Limited Edition in serie numerata di 1.700 pezzi.
L'edizione speciale riporta alla luce il primo progetto di Snoopy, conservato presso la Fondazione Achille Castiglioni, che si distingue dalla versione in catalogo per un'elegante finitura goffrata Matt Black dell'inconfondibile riflettore a forma di muso prominente. Restano invece identici tutti gli altri dettagli, come la base cilindrica in prezioso marmo bianco venato, obliqua rispetto al piano d'appoggio, su cui è fissato uno spesso disco di cristallo, e i tre fori di raffreddamento del riflettore che ricordano la presa di una palla da bowling.
La base di marmo, che nel progetto originale alloggiava l'interruttore On/Off e un regolatore elettronico di intensità della luce, all'epoca molto innovativo, ospita tuttora le stesse funzioni grazie a un ultratecnologico sensore touch dimmer. Ogni pezzo della Limited Edition è certificato da un label olografico che ne attesta il numero di serie e quindi l'assoluta unicità. Snoppy Limited Edition Matt Black è un oggetto destinato a fare storia e un'occasione unica per i collezionisti e gli appassionati.

## Analisi semiotica
Il nome "Snoopy" orienta l'interpretazione dell'utente e lo invita a riconoscere il personaggio del fumetto di C. M. Schulz.
La lampada presenta un elemento a tratto circolare sviluppato verticalmente leggermente inclinato atto a sostenere un supporto e un riflettore, entrambi con sviluppo orizzontale e anch'essi leggermente obliqui. Nel fusto, ad interrompere il suo asse, è presente un interruttore che si espande orizzontalmente con un tratto circolare rettilineo. La progettazione e il rispetto delle dimensioni e delle angolature, conferisce all'oggetto funzionalità e si presta all'utilizzo sia nella zona notte che in quella giorno.
Guardando la lampada lateralmente le dimensioni topologiche pertinenti sono alto/basso, fronte/retro; essa presenta infatti una parte centrale (riflettore/supporto) ed una parte periferica (base/fusto). 
In alto è presente una semisfera tronca orizzontale rappresentante il riflettore, esso si oppone al fusto, situato in basso, che si sviluppa verticalmente. Quest'ultimo, che funge da sostegno, sarà a contatto con il piano d'appoggio. 
Guardando la lampada frontalmente la presenza del pulsante di accensione posta davanti mette in opposizione il retro caratterizzato dall'assenza di quest'ultimo e dalla presenza del cavo di alimentazione; quindi appare evidente l'opposizione avanti/dietro.
La lampada è composta da differenti materiali e infatti presenta altrettanti diversi colori. È possibile identificare una opposizione tra chiaro e scuro. La zona periferica infatti è di colore bianca marmorea lucida e riflettente con il pulsante di un colore metallico; la parte centrale, in metallo, presenta differenti variazioni cromatiche scure, lucide e brillanti o opache e non riflettenti, come ad esempio nero, arancione, rosso, verde. Il supporto invece è di colore vitreo semiopaco.

## Valori
Secondo la classificazione dei valori presenti nel quadrato di Jean-Marie Floch, Snoopy mostra un valore estetico più alto rispetto a quello pratico. La lampada infatti, vuole dare maggiore importanza al proprio design rispetto alla sua vera funzione sebbene garantisca l'illuminazione ed è facilmente maneggevole.
Si tratta di un design che insiste principalmente su una valorizzazione di tipo utopico e ludico, facendo riferimento all'universo di Schulz, è infatti una lampada ironica che riporta all'immaginario dei cartoni animati sia per il suo nome che per la sua forma, e per questo è adatta sia agli adulti che ai bambini.
La valorizzazione critica dal design della lampada, dall'elevata qualità, giustifica l'alto prezzo del prodotto.